# Ricardo Samper
Pour les articles homonymes, voir Samper.
Ricardo Samper Ibáñez, né à Valence le 25 août 1881 et mort à Genève le 27 octobre 1938, est un avocat et homme d'État républicain espagnol.

## Biographie

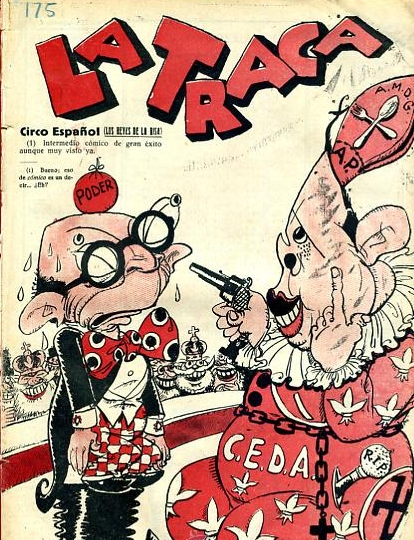
Ricardo Samper et Gil-Robles, caricaturés en couverture du magazine satirique républicain La Traca.

Il est tout d'abord conseiller municipal (1911-1920) puis maire de sa ville natale entre 1920 et 1923 ; au cours de la Seconde république il est élu député pour le Parti républicain radical d'Alejandro Lerroux aux élections de 1931 et 1933. À partir de l'entrée au gouvernement des radicaux le 19 novembre 1933 il occupe le ministère du Travail puis celui de l'Industrie et du Commerce.
Il est nommé président du gouvernement le 28 avril 1934, après la démission de Lerroux motivée par le refus du président de la République, Niceto Alcalá Zamora, à signer le décret d'amnistie des militaires espagnols impliqués dans la Sanjurjada, tentative de pronunciamiento échoué lancé par le général Sanjurjo. Il reste quelques mois au pouvoir, et finit par démissionner le 4 octobre de la même année après avoir perdu le soutien de la CEDA. Son président Gil-Robles justifie cette rupture par la supposée faiblesse du gouvernement face aux problèmes sociaux.
Le gouvernement qui lui succède, à nouveau présidé par Lerroux, il est désigné ministre d'État, mais démissionne le 16 novembre en raison d'accusations lancées contre lui et le ministre de la Guerre Diego Hidalgo, mettant en cause ses prétendues responsabilité dans la Révolution de 1934.
En 1936, il réussit à s’échapper de Madrid grâce à l'aide de l'ambassade française. Il s'installe à Genève où il meurt deux ans plus tard.